# 775年
| 千纪： | 1千纪                                                                                           |
| 世纪： | 7世纪 \| 8世纪 \| 9世纪                                                                         |
| 年代： | 740年代 \| 750年代 \| 760年代 \| 770年代 \| 780年代 \| 790年代 \| 800年代                       |
| 年份： | 770年 \| 771年 \| 772年 \| 773年 \| 774年 \| 775年 \| 776年 \| 777年 \| 778年 \| 779年 \| 780年 |
| 纪年： | 乙卯年（兔年）；唐大曆十年；南诏长寿七年；日本寶龜六年；渤海国大興三十八年                      |

## 大事记
- 查理曼决心征服诸萨克森之政权与神权。本年更发动大规模入侵，但遇挫。
- 774年至775年间，碳14飙升，很可能是一次大规模太阳风暴。

## 出生
- 伊爾杜安，法国主教，作家
- 利奥五世 (拜占庭)，拜占庭帝国皇帝

## 逝世
- 中將姬，日本人物
- 井上內親王，日本皇女
- 吉备真备，日本学者
- 貞懿皇后独孤氏，唐代宗李豫的贵妃
- 新平公主 (唐朝)，唐玄宗之女
- 李瑁，唐玄宗之子
- 裴遵庆，唐朝大臣
- 南陽慧忠，唐朝僧人
- 君士坦丁五世，拜占庭帝国皇帝
- 阿布·加法尔·阿卜杜拉·曼苏尔·本·穆罕默德，阿拔斯王朝第二代哈里發